# Любіца (село)
Любиця або Любіца (словац. Ľubica) — село, громада в окрузі Кежмарок, Пряшівський край, Словаччина. Кадастрова площа громади — 76,53 км².

## Географія
Розташоване на півночі східної Словаччини на плоскогір'ї Попрадської угловини в долині однойменної річки. Також протікає Тварожнянський потік.

## Історія
Вперше село згадується 1271 року.

## Населення
| Рік:            | 1994. | 2004.    | 2014.    | 2024.   |
| --------------- | ----- | -------- | -------- | ------- |
| Кількість осіб: | 3514  | 3947     | 4402     | 4482    |
| Різниця:        |       | +12,32 % | +11,52 % | +1,81 % |

| Рік:            | 2023. | 2024.   |
| --------------- | ----- | ------- |
| Кількість осіб: | 4475  | 4482    |
| Різниця:        |       | +0,15 % |

В селі проживає 4209 осіб.
Національний склад населення (за даними останнього перепису населення — 2001 року):
- словаки — 93,64 %
- роми — 5,00 %
- чехи — 0,63 %
- поляки — 0,11 %
- німці — 0,05 %
- українці — 0,05 %
- угорці — 0,03 %
- русини — 0,03 %
- моравці — 0,03 %

Склад населення за приналежністю до релігії станом на 2001 рік:
- римо-католики — 85,01 %,
- греко-католики — 7,15 %,
- протестанти — 2,23 %,
- православні — 0,73 %,
- не вважають себе віруючими або не належать до жодної вищезгаданої церкви — 4,58 %

## Пам'ятки
- римо-католицький костел з 1250 року
- римо-католицький костел святого Духа з 14 століття
- греко-католицька церква Вознесіння Богородиці з 1930 року